# Episodi de I Griffin (seconda stagione)
La seconda stagione della serie animata I Griffin, composta da 21 episodi, fu trasmessa negli Stati Uniti su Fox dal 23 settembre 1999 al 1º agosto 2000. La versione italiana fu trasmessa su Italia 1 dal 7 gennaio al 27 maggio 2001.
| nº | Titolo originale                 | Titolo italiano                    | Prima TV USA      | Prima TV Italia  |
| -- | -------------------------------- | ---------------------------------- | ----------------- | ---------------- |
| 1  | Peter, Peter, Caviar Eater       | Lord Peter                         | 23 settembre 1999 | 7 gennaio 2001   |
| 2  | Holy Crap                        | Il papa e il papà                  | 30 settembre 1999 | 14 gennaio 2001  |
| 3  | Da Boom                          | La fine del mondo                  | 26 dicembre 1999  | 21 gennaio 2001  |
| 4  | Brian in Love                    | Terapia da incontinenza            | 7 marzo 2000      | 28 gennaio 2001  |
| 5  | Love Thy Trophy                  | Il mistero della vongola scomparsa | 14 marzo 2000     | 4 febbraio 2001  |
| 6  | Death Is a Bitch                 | La vecchia signora                 | 21 marzo 2000     | 11 febbraio 2001 |
| 7  | The King Is Dead                 | Il re è morto!                     | 28 marzo 2000     | 18 febbraio 2001 |
| 8  | I Am Peter, Hear Me Roar         | Il ruggito di Peter                | 28 marzo 2000     | 25 febbraio 2001 |
| 9  | If I'm Dyin', I'm Lyin'          | Piccole bugie innocenti            | 4 aprile 2000     | 4 marzo 2001     |
| 10 | Running Mates                    | La guerra è guerra                 | 11 aprile 2000    | 11 marzo 2001    |
| 11 | A Picture Is Worth a 1,000 Bucks | Il talento dei Griffin             | 18 aprile 2000    | 18 marzo 2001    |
| 12 | Fifteen Minutes of Shame         | Quindici minuti di vergogna        | 25 aprile 2000    | 25 marzo 2001    |
| 13 | Road to Rhode Island             | In viaggio con Brian               | 30 maggio 2000    | 1º aprile 2001   |
| 14 | Let's Go to the Hop              | Lando il mito!                     | 6 giugno 2000     | 8 aprile 2001    |
| 15 | Dammit Janet                     | Alla larga dalle pupe!             | 13 giugno 2000    | 15 aprile 2001   |
| 16 | There's Something About Paulie   | A cena con la mafia                | 27 giugno 2000    | 22 aprile 2001   |
| 17 | He's Too Sexy for His Fat        | Grasso è bello... ma non troppo    | 28 giugno 2000    | 29 aprile 2001   |
| 18 | E. Peterbus Unum                 | Uno contro tutti                   | 12 luglio 2000    | 6 maggio 2001    |
| 19 | The Story on Page One            | Prima pagina                       | 18 luglio 2000    | 13 maggio 2001   |
| 20 | Wasted Talent                    | Talento sprecato                   | 25 luglio 2000    | 20 maggio 2001   |
| 21 | Fore, Father                     | Un padre in affitto                | 1º agosto 2000    | 27 maggio 2001   |

## Lord Peter
- Titolo originale: Peter, Peter, Caviar Eater
- Diretto da: Jeff Myers
- Scritto da: Chris Sheridan

### Trama
Quando la ricca zia di Lois muore e le lascia la sua magione, Peter è molto eccitato di poter vivere come nelle classi sociali agiate. Si mette però nei guai a un'asta, dove fa un acquisto da 100 milioni di dollari, per il quale offre in garanzia la propria magione. Quando però scopre che non vale abbastanza, è costretto a inventarsi uno stratagemma per salvare la situazione.
- Guest Star: Lori Alan (Diane Simmons), Fairuza Balk (Coco), Bill Escudier, Gregory Jbara, Robin Leach (se stesso), Kevin M. Richardson (Joe Greene e Bill Cosby), Alex Thomas.
- Codice di produzione: 1ACX08.

## Il papa e il papà
- Diretto da: Neil Affleck
- Scritto da: Danny Smith

### Trama
Il religioso padre di Peter, Francis, va in pensione e Peter gli offre di stare un po' di tempo a casa con la sua famiglia. In meno di un giorno Francis, dopo aver reso la vita impossibile a tutti obbligando l'intera famiglia ad andare a messa la mattina prestissimo, rimproverando Meg di aver preso per mano un ragazzo e impedendo a Chris di usare il gabinetto (credendo, a torto, che il ragazzo volesse masturbarsi), si stufa di essere in pensione e vuole tornare a lavorare, così Peter lo porta alla sua fabbrica di giocattoli per assumerlo. Impressionato dall'efficienza del vecchio, il capo di Peter, il Signor Weed, lo assume come capo reparto e Francis inizia a schiavizzare suo figlio e gli altri dipendenti. Per far tornare la ragione al padre, Peter rapisce il Papa, venuto in visita a Quahog e col suo aiuto i due si riappacificheranno.

### Guest Stars
Charles Durning, Dwight Schultz, Carlos Alazraqui, Florence Stanley.
- Codice di produzione: 1ACX11.

## La fine del mondo
- Diretto da: Bob Jaques
- Scritto da: Neil Goldman & Garrett Donovan

### Trama
Peter annulla i programmi della famiglia per l'ultimo dell'anno, in quanto è molto spaventato dalla fine del millennio, perché un pollo gigante al centro commerciale gli aveva detto che sarebbe stata la fine del mondo. E non appena arriva mezzanotte, i computer improvvisamente smettono di funzionare, gli aerei cadono dal cielo, e ogni missile nucleare parte in giro per il mondo. I Griffin si mettono allora in marcia per raggiungere la fabbrica di Twinkie, unica superstite dell'olocausto nucleare, e fondare una nuova Quahog.

### Guest Stars
Victoria Principal, Patrick Duffy
- Codice di produzione: 2ACX06.

## Terapia da incontinenza
- Sceneggiatura: Gary Janetti
- Regia: Jack Dyer
- Messa in onda originale: 7 marzo 2000
- Messa in onda italiana: 2001

Lois continua a trovare ogni mattina macchie di urina sul tappeto, e così, pensando si tratti di Stewie, costringe il piccolo a imparare a usare il water. Solo più avanti si scopre che le "perdite" erano causate in realtà da Brian, che decide di iniziare un ciclo di visite da uno psicoanalista per risolvere i suoi problemi di incontinenza.
- Guest star: Sam Waterston.
- Codice di produzione: 2ACX01.

## Il mistero della vongola scomparsa
- Sceneggiatura: Mike Barker e Matt Weitzman
- Regia: Jack Dyer
- Messa in onda originale: 14 marzo 2000
- Messa in onda italiana: 2001

Meg trova lavoro in un ristorante dove finge di essere una ragazza madre tossicodipendente di Stewie per avere più soldi e potersi comprare una borsa di Prada. Nel frattempo Peter, Quagmire, Cleveland e Joe vincono una vongola d'oro ad una sfilata che subito iniziano a contendersi finché non sparisce facendogli fare pace. Alla fine si scopre che è stato Brian visto che non ne poteva più del loro litigio.
- Guest star: Rod Serling.
- Codice di produzione: 1ACX13.

## La vecchia signora
- Sceneggiatura: Ricky Blitt
- Regia: Michael Dante DiMartino
- Messa in onda originale: 21 marzo 2000
- Messa in onda italiana: 2001

Peter trova un nodulo sul suo petto e, preoccupato, si reca dal dottor Hartman per sottoporsi a degli esami, ma credendo che di poter rischiare la vita, decide di vendere tutto ciò che ha di superfluo per lasciare un po’ di soldi alla famiglia in eredità. Ma quando scopre che il suo esame è risultato negativo e che non può permettersi di pagare il conto dell’ospedale, si dichiara deceduto nei documenti. La Morte deve, perciò, uccidere Peter, ma, nel tentativo di catturarlo, si rompe il malleolo e non potrà svolgere la sua professione per un po’. Sarà proprio il capofamiglia Griffin a sostituirla. 
- Guest star: Norm MacDonald, James Van Der Beek, Michelle Williams, Katie Holmes, Joshua Jackson
- Codice di produzione: 1ACX14.

## Il re è morto!
- Sceneggiatura: Craig Hoffman
- Regia: Monte Young
- Messa in onda originale: 28 marzo 2000
- Messa in onda italiana: 2001

Lois lavora ad uno spettacolo teatrale (intitolato Il re e io) che viene rovinato da Peter, avendoci aggiunto robot giganti e donne in bikini. Il pubblico non riesce a prenderlo sul serio, perciò inizia a ridere e quindi Peter viene umiliato.
- Guest star: Nessuna.
- Codice di produzione: 1ACX15.

## Il ruggito di Peter
- Sceneggiatura: Chris Sheridan
- Regia: Monte Young
- Messa in onda originale: 28 marzo 2000
- Messa in onda italiana: 2001

Dopo essere stato accusato di molestie sessuali nei confronti di una collega, Peter viene inviato dal suo capo a un corso di istruzione per il corretto comportamento sul posto di lavoro. Ma quando ritorna a Quahog, è completamente cambiato, e Lois corre subito ai ripari.
- Guest star: Candice Bergen.
- Codice di produzione: 2ACX02.

## Piccole bugie innocenti
- Sceneggiatura: Chris Sheridan
- Regia: Swinton O. Scott III
- Messa in onda originale: 4 aprile 2000
- Messa in onda italiana: 2001

Lo spettacolo televisivo preferito di Peter viene cancellato dai palinsesti e per rimetterlo in onda finge che Chris sia un malato terminale affinche venga esaudito da un ente come suo ultimo desiderio quello di far tornare in TV la trasmissione. Quando la cosa diventa pubblica e Lois lo scopre chiede a Peter di rivelare a tutti la verità, ma dato che ciò che ha fatto è un crimine che può mandarlo in prigione, lui si finge di avere poteri divini con i quali ha curato il figlio. Subito delle persone iniziano a venerarlo costruendo per lui una statua d'oro. Peter sfrutta al massimo la cosa finché i Griffin vengono puniti con le dieci piaghe d'Egitto e quando Chris viene schiacciato dalla statua e rischia di morire Peter ammette di non essere Dio il quale lo perdona risolvendo tutto.
- Guest star: Martin Mull, Fred Tatasciore.
- Codice di produzione: 1ACX12.

## La guerra è guerra
- Sceneggiatura: Neil Goldman e Garrett Donovan
- Regia: John Holmquist
- Messa in onda originale: 11 aprile 2000
- Messa in onda italiana: 2001

Lois si candida per diventare presidentessa del consiglio scolastico di Quahog ma Peter si candida come suo rivale. Chris nel frattempo diventa dipendente dalla pornografia: il padre sembra quasi incoraggiare questa sua attitudine e Lois utilizza quest'arma per portarsi in vantaggio nei sondaggi. Quando sembra ormai sconfitto, Peter tira fuori una vecchia foto di Lois in abiti succinti e sull'onda dell'indignazione la donna viene sonoramente battuta: una volta eletto però, il grasso capofamiglia capisce che il rapporto con la moglie è più importante di un'elezione e si dimette.
- Guest star: Lee Majors, Dwight Schultz.
- Codice di produzione: 1ACX09.

## Il talento dei Griffin
- Sceneggiatura: Craig Hoffman
- Regia: Gavin Dell
- Messa in onda originale: 18 aprile 2000
- Messa in onda italiana: 2001

Per il compleanno di Peter, Chris regala al padre un quadro da lui stesso realizzato, che quest'ultimo utilizza per coprire un buco nell'automobile. Il dipinto viene notato da un gallerista di New York, che prende sotto la sua custodia il ragazzo e lo lancia nel mondo dell'arte: per avere successo però il ragazzo dovrebbe abbandonare la famiglia, ma non se la sente di tradire le persone a cui vuole più bene e viene per questo rispedito a casa.
- Guest star: Candice Bergen, Faith Ford, Charles Kimbrough.
- Codice di produzione: 2ACX07.

## Quindici minuti di vergogna
- Sceneggiatura: Steve Callaghan
- Regia: Scott Wood
- Messa in onda originale: 25 aprile 2000
- Messa in onda italiana: 2001

Dopo che la sua famiglia ha messo in imbarazzo Meg durante un pigiama party con le sue amiche, questa, per vendetta, porta i genitori ad un talk show dove un produttore crea un reality show sull'assurda vita familiare dei Griffin.
- Guest star: Nessuna.

## In viaggio con Brian
- Sceneggiatura: Gary Janetti
- Regia: Dan Povenmire
- Messa in onda originale: 30 maggio 2000
- Messa in onda italiana: 2001

Brian si offre volontario di riportare a casa Stewie dalla casa dei nonni in Florida, per rivedere sua madre Biscottina che aveva abbandonato quando era cucciolo. Nel frattempo Peter diventa dipendente dalle cassette di consulenza coniugale presentate da una porno star.
L'episodio replicato il 21 maggio 2010 ha subito una censura nelle scene della porno star e in una scena successiva dove Peter era nudo.
- Guest star: Victoria Principal.

## Lando il mito!
- Sceneggiatura: Matt Weitzman e Mike Barker
- Regia: Glen Hill
- Messa in onda originale: 6 giugno 2000
- Messa in onda italiana: 2001

Due ragazzi si drogano leccando rospi colombiani e Peter si traveste da studente del liceo per smascherarli. Lando, questo il nome fittizio assunto dal "ciccione", riesce a diventare molto popolare e Connie D'Amico, la ragazza più bella e popolare della scuola, lo invita al ballo di fine anno. Contravvenendo agli ordini di Lois, Peter/Lando si reca alla festa insieme alla bella bionda ma poi la molla per Meg che diventa, per questo, molto popolare. 
- Guest star: Gregg Allman.

## Alla larga dalle pupe!
- Sceneggiatura: Matt Weitzman e Mike Barker
- Regia: Bert Ring
- Messa in onda originale: 13 giugno 2000
- Messa in onda italiana: 2001

Lois ottiene un lavoro come hostess e Peter ne approfitta per volare gratis, nel frattempo Stewie si innamora di una sua coetanea che è però interessata solo ai suoi biscotti.
- Guest star: Haley Joel Osment.

## A cena con la mafia
- Sceneggiatura: Ricky Blitt
- Regia: Monte Young
- Messa in onda originale: 27 giugno 2000
- Messa in onda italiana: 2001

Peter regala a Lois una nuova macchina ma poi la mette in pericolo diventando complice di alcuni membri della mafia tra cui Paulie il Lardelloso il quale, credendo che Lois sia un ostacolo per l'amicizia tra lui e lo stesso Peter, dà l'ordine di assassinarla: egli viene ucciso in un'imboscata, ma l'ordine rimane e solo il "Padrino" può revocarlo. Dopo alcune peripezie, i coniugi Griffin saranno invitati al matrimonio della figlia del boss e si salveranno.
- Guest star: Michael Chiklis, Haley Joel Osment.

## Grasso è bello... ma non troppo
- Sceneggiatura: Chris Sheridan
- Regia: Glen Hill
- Messa in onda originale: 28 giugno 2000
- Messa in onda italiana: 2001

Chris decide di curare i suoi problemi di peso e Peter cerca di aiutarlo mettendolo a dieta e facendogli fare sport. Non riuscendoci decide di far sottoporre Chris ad un intervento di liposuzione. Nel frattempo Stewie comincia a strafogarsi di cibo per far ingelosire Chris che non può mangiare, diventando lui stesso obeso. Spaventato dalla chirurgia, Chris desiste dall'intervento: ma Peter che diventa magro e muscoloso, per la gioia di Lois torna a desiderarlo fisicamente. Tuttavia, una volta divenuto affascinante, il capofamiglia si dimostra vanesio e arrogante; un assurdo incidente lo farà tornare grasso ma simpatico.
- Guest star: Nessuna.

## Uno contro tutti
- Sceneggiatura: Neil Goldman e Garrett Donovan
- Regia: Rob Renzetti
- Messa in onda originale: 12 luglio 2000
- Messa in onda italiana: 2001

Peter vuole costruirsi una piscina in giardino ma il sindaco Adam West, mentre guarda le carte del catasto, scopre che la casa dei Griffin non è sulla mappa di Quahog e li costringe a diventare una nazione indipendente: Petoria. Nonostante il nuovo Stato si allei con i tradizionali nemici degli USA, non riesce ad ottenere nulla di ciò che aveva richiesto (una piscina e, successivamente, una penna) ed è perciò destinato a scomparire.
- Guest star: Nessuna.

## Prima pagina
- Sceneggiatura: Craig Hoffman
- Regia: Gavin Dell
- Messa in onda originale: 18 luglio 2000
- Messa in onda italiana: 2001

Meg comincia a scrivere sul giornale del liceo ma Peter la mette nei guai sostituendo il suo articolo con uno in cui si ipotizza l'omosessualità di Luke Perry. Stewie, essendo troppo basso per perseguire i suoi piani, piega Chris al suo volere.
- Guest star: Luke Perry.

## Talento sprecato
- Sceneggiatura: Mike Barker e Matt Weitzman
- Regia: Bert Ring
- Messa in onda originale: 25 luglio 2000
- Messa in onda italiana: 2001

Lois è in cerca di un buon pianista per battere la sua rivale in una competizione musicale e lo trova in Peter che suona perfettamente solo quando è ubriaco: gli fa quindi ingurgitare una quantità industriale di birra e vince il primo premio, seppur tra i rimorsi per aver rovinato la salute del coniuge.
- Guest star: Michael McKean, Adam Carolla.

### Curiosità
Nella fabbrica di birra sono presenti Charlie Bucket e nonno Joe, i personaggi del film Willy Wonka e la fabbrica di cioccolato.

## Un padre in affitto
- Sceneggiatura: Bobby Bowman
- Regia: Scott Wood
- Messa in onda originale: 1º agosto 2000
- Messa in onda italiana: 2001

Dopo che Peter ha perso la fiducia in lui, Chris trova una figura paterna in Quagmire. Nel frattempo Stewie diventa paranoico dopo aver fatto un vaccino.
- Guest star: Nessuna.